# Коньовица
„Коньовица“ е историческото име на работнически квартал в западната част на стара София, западно от бул. „Константин Величков“ (старо име бул. „Окръжен“), съвпадащ приблизително със сегашните ж.к. „Разсадника“ и ж.к. „Илинден“. Коньовица преди построяването на бул. „Окръжен“ се простира и на изток до канала на Владайската река (сега бул. „Инж. Иван Иванов“), припокривайки по този начин западната част (сега Зона Б-18 и Зона Б-19) от друг исторически квартал – „Юч Бунар“, който продължава до бул. „Христо Ботев“.
Кварталът се формира през 80-те години на XIX век, когато тук са изселени жителите на дотогавашните четири цигански махали в града – „Чауш махала“ (на мястото на днешната катедрала „Свети Александър Невски“), „Шах махала“, „Чукур махала“ и „Хаджиманов мост“.
Кварталът е известен и като „Татарли“ по името на една от пресичащите го улици, наречена от своя страна на село Татарли в Северна Македония, място на сражения през Първата световна война.
В края на 50-те години циганите от участъка по дължината на булевард „Константин Величков“ между улиците „Позитано“ и „Пиротска“ са изселени в село Филиповци. Това става, след като намиращият се в страната съветски диктатор Никита Хрушчов попада непланирано в квартала и е впечатлен от мизерията в него.

## Известни личности
- Буги Барабата (1960 – 2019) – музикант
- Шакир Пашов (1898 – 1981) – политик
- Христо Христов (р. 1962) – диригент
- д-р Боримир Фурнаджиев „Бари“ – лекар, писател (новелата „Коньовица – квартал по поръчка“ илюстрирана с карикатури на Доньо Донев), музикант (песен „Коньовица, кварталът“ на рок група „Осем“)
- Димитър Якимов (Митата) (р. 1941) – футболист

## Други
На Коньовица е наречена улица в днешните квартали „Разсадник-Коньовица“ и „Илинден“ в София (Карта).